# موتور دوازده سیلندر خطی

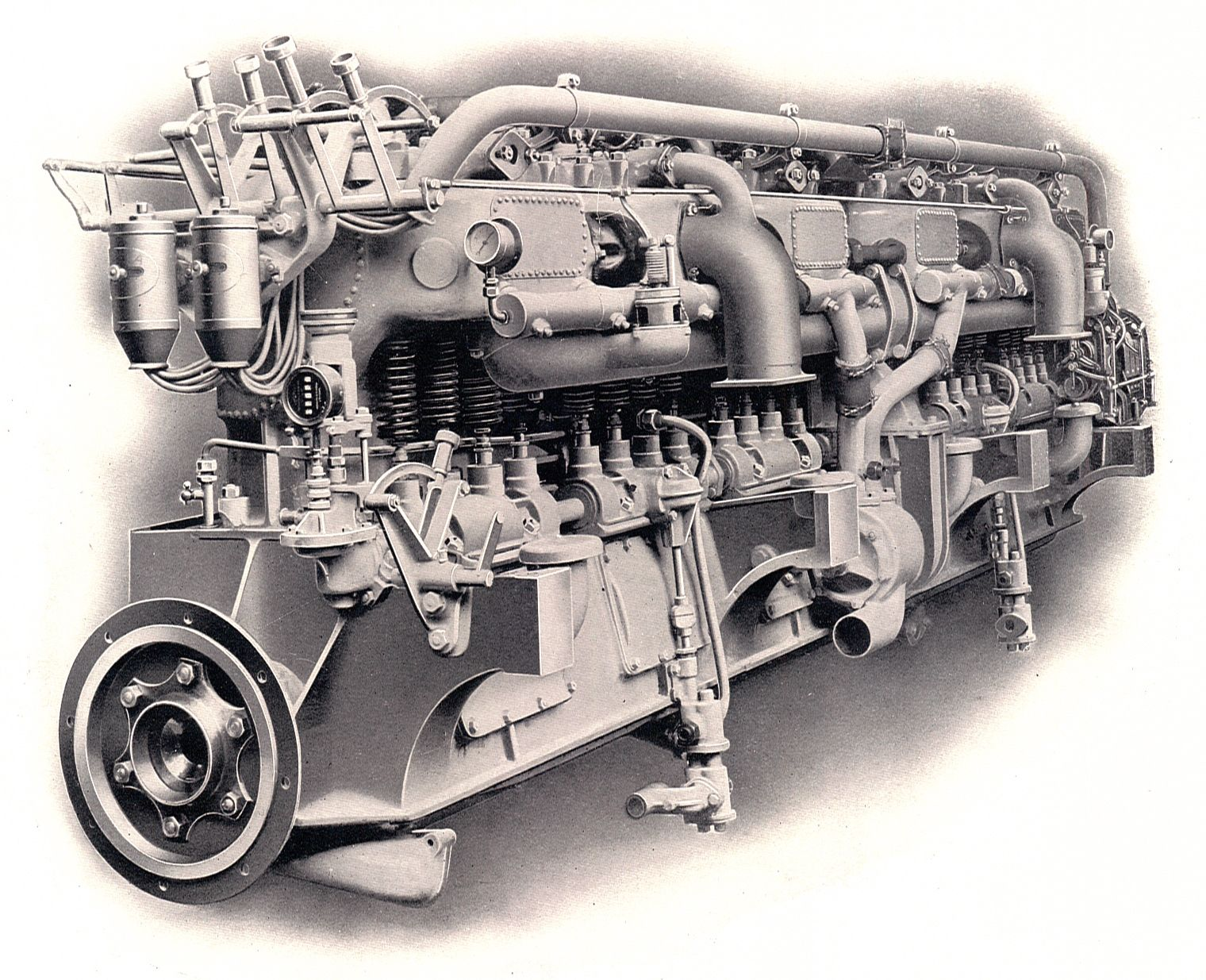
یک موتور دوازده سیلندر خطی تولید سال 1905

موتور دوازده سیلندر خطی (انگلیسی: Straight-12 engine که به‌طور خلاصه تر ال۱۲ یا آی۱۲ هم نامیده می‌شود) یک نوع موتور درون‌سوز است که دارای دوازده سیلندر (موتور) است که در کنار هم به صورت خطی قرار گرفته‌اند.